# Catagela
Catagela là một chi bướm đêm thuộc họ Crambidae.

## Các loài
- Catagela adjurella Walker, 1863
- Catagela adoceta Common, 1960
- Catagela subdotatella Inoue, 1982